# Gobemouche traquet
Agricola infuscatus
Espèce
Statut de conservation UICN

 LC  : Préoccupation mineure
Le Gobemouche traquet (Agricola infuscatus) est une espèce d’oiseaux de la famille des Muscicapidae.

## Taxonomie
S'appuyant sur diverses études phylogéniques montrant que cette espèce appartient à un clade d'espèces proches, le Congrès ornithologique international (classification version 4.1, 2014) la transfère avec ces espèces dans genre Melaenornis.